# Gli uomini nei muri
Gli uomini nei muri (Of Men and Monsters) è un romanzo di fantascienza del 1968 dello scrittore anglo-statunitense William Tenn.

## Storia editoriale
Il romanzo è un ampliamento del racconto The Men in the Walls pubblicato sulla rivista Galaxy Science Fiction (ottobre 1963), e in Italia nel dicembre 1963 con il titolo Gli uomini nelle caverne nell'edizione italiana di Galaxy.
Successivamente il racconto fu ampliato in forma di romanzo e pubblicato nel 1968 negli Stati Uniti con il titolo Of Men and Monsters, tradotto in Italia nella collana Urania nel 1969 con il titolo Gli uomini nei muri.

## Trama
(Gli uomini nei muri, William Tenn)
La Terra è stata conquistata dai giganteschi extraterrestri chiamati dai Terrestri "Titani". L'Umanità è regredita allo stato tribale e le ristrette comunità sopravvivono come topi nelle cavità scavate all'interno delle mura delle case dei conquistatori, rubando cibo ed oggetti e venendo trattati dagli alieni come veri e propri parassiti. Il giovane "Eric l'Unico" fa parte di una tribù di 128 persone che si autodefiniscono l'"Umanità" trattando con sufficienza se non con ostilità le altre tribù. Eric deve sostenere una prova durante la quale, per la prima volta, dovrà lasciare le gallerie per addentrarsi all'aperto, nelle zone abitate dai Titani e compiere da solo il primo furto. L'impresa costituisce un rito di passaggio che gli darà il diritto di scegliersi una compagna e gli farà guadagnare la stima dei compagni cui lui, orfano e figlio unico, non aveva mai avuto. La superstizione regola tutte le attività sociali e il ricorso a tecnologie o oggetti alieni costituisce un tabù da non infrangere, pena la morte.
Lo zio di Eric, Thomas il Distruggitrappole, convince il ragazzo a incontrare un gruppo di ribelli adepti della scienza titanica, affermando che solo lo studio delle tecnologie aliene consentirà di scoprire nuove armi da usare contro gli invasori. La prova riesce ma quando Eric torna nelle gallerie scopre che tutto il gruppo di Thomas è stato sterminato e che lo zio è stato preso prigioniero e torturato dai compagni di tribù. Il capo dell'Umanità, Franklin il Condottiero, aveva scoperto i piani dell'uomo e, per mantenere lo status quo, aveva ordinato lo sterminio dei ribelli. Eric viene preso prigioniero ma riesce a fuggire insieme all'unico sopravvissuto del gruppo di Thomas, Roy il Corridore. In territorio nemico si uniscono a un altro gruppo di ribelli capeggiato da Arthur l'Organizzatore che si rivela ben presto tanto inesperto da portare il gruppo alla morte. L'addestramento cui Eric e Roy erano stati sottoposti da Thomas salva loro la vita. Eric viene catturato dai Titani che conducono sui prigionieri esperimenti mortali per trovare nuovi mezzi per sterminarli, come fossero parassiti. Eric, isolato da Roy, viene messo in gabbia insieme a una giovane di nome Rachel la Figlia-di-Ester. La ragazza appartiene alla tribù di Aaron, un gruppo scientificamente evoluto, continuamente alla ricerca di mezzi per fronteggiare i Titani. I due riescono a non essere uccisi accoppiandosi davanti agli alieni che li risparmieranno per motivo di studio; successivamente, fingendosi morti riescono a fuggire insieme a Roy. Rachel riesce a raggiungere il suo gruppo mentre sta attuando un piano organizzato da lunghissimo tempo: dopo essere riusciti a disattivare le trappole dei Titani centinaia di uomini, donne e bambini si introducono in un'astronave aliena in partenza occupandola con l'intento di colonizzare tutti i pianeti dei Titani.

## Personaggi
Eric l'UnicoGiovane e coraggioso membro dell'Umanità. Cambiato nome in Eric l'Occhio a seguito del successo della sua prima spedizione in territorio alieno, è costretto a fuggire lontano dalla sua tribù per aver infranto il tabù che vietava di avere a che fare con la tecnologia dei Titani.
Thomas il DistruggitrappoleLo zio di Eric. Trucidato dai compagni di tribù per aver tentato di appropriarsi di tecnologie aliene.
Franklin il CondottieroIl capo dell'Umanità, la tribù di Eric. Scoperti i piani dello zio del ragazzo, ordisce una trappola imprigionando lui e tutto il suo gruppo.
Arthur l'OrganizzatoreIl capo di un gruppo di ribelli che vede nella scienza extraterrestre l'unica possibilità di riscatto per l'Uomo.
Roy il CorridoreL'unico sopravvissuto, insieme ad Eric, del gruppo di Thomas. I due fuggiranno insieme cercando scampo in territorio alieno.
Rachel la Figlia-di-EsterImprigionata dai Titani con Eric, riuscirà a fuggire con lui.

## Edizioni
- (EN) William Tenn, The Men in the Walls, in Galaxy Science Fiction, vol. 22, n. 1, Galaxy Publishing Corporation, ottobre 1963.
- William Tenn, Gli uomini nelle caverne, in Galaxy Science Fiction, traduzione di Renata Forti, vol. 67, Casa editrice La Tribuna, dicembre 1963.
- (EN) William Tenn, Of Men and Monsters, 1ª ed., Ballantine Books, 1968,  p. 251.
- William Tenn, Gli uomini nei muri, collana Urania, traduzione di Beata Della Frattina, copertina di Karel Thole, n. 521, Arnoldo Mondadori Editore, 1969.
- (FR) William Tenn, Des hommes et des monstres, collana Galaxie Bis, copertina di Moebius, n. 16, Parigi, OPTA, 1970,  p. 251.
- (DE) William Tenn, Von Menschen und Monstren, collana Heyne Science Fiction & Fantasy, n. 3290, Monaco di Baviera, Heyne, 1972,  p. 158.
- William Tenn, Gli uomini nei muri, collana Urania, traduzione di Beata Della Frattina, copertina di Karel Thole, n. 730, Milano, Arnoldo Mondadori Editore, 1977.
- William Tenn, Gli uomini nei muri, in Fruttero & Lucentini (a cura di), Scendendo. Romanzi e racconti di fantascienza sotterranea, Milano, Arnoldo Mondadori Editore, settembre 1977.
- William Tenn, Gli uomini nei muri, collana Classici Urania, traduzione di Beata Della Frattina, copertina di Giuseppe Festino, n. 101, Milano, Arnoldo Mondadori Editore, 1985,  p. 167.